# Román Torres
Román Torres   (Ciutat de Panamà, 20 de març de 1986) és un futbolista panameny de la dècada de 2010.
Fou 110 cops internacional amb la selecció de Panamà.
Pel que fa a clubs, destacà a La Equidad, Millonarios i Seattle Sounders FC.

## Referències

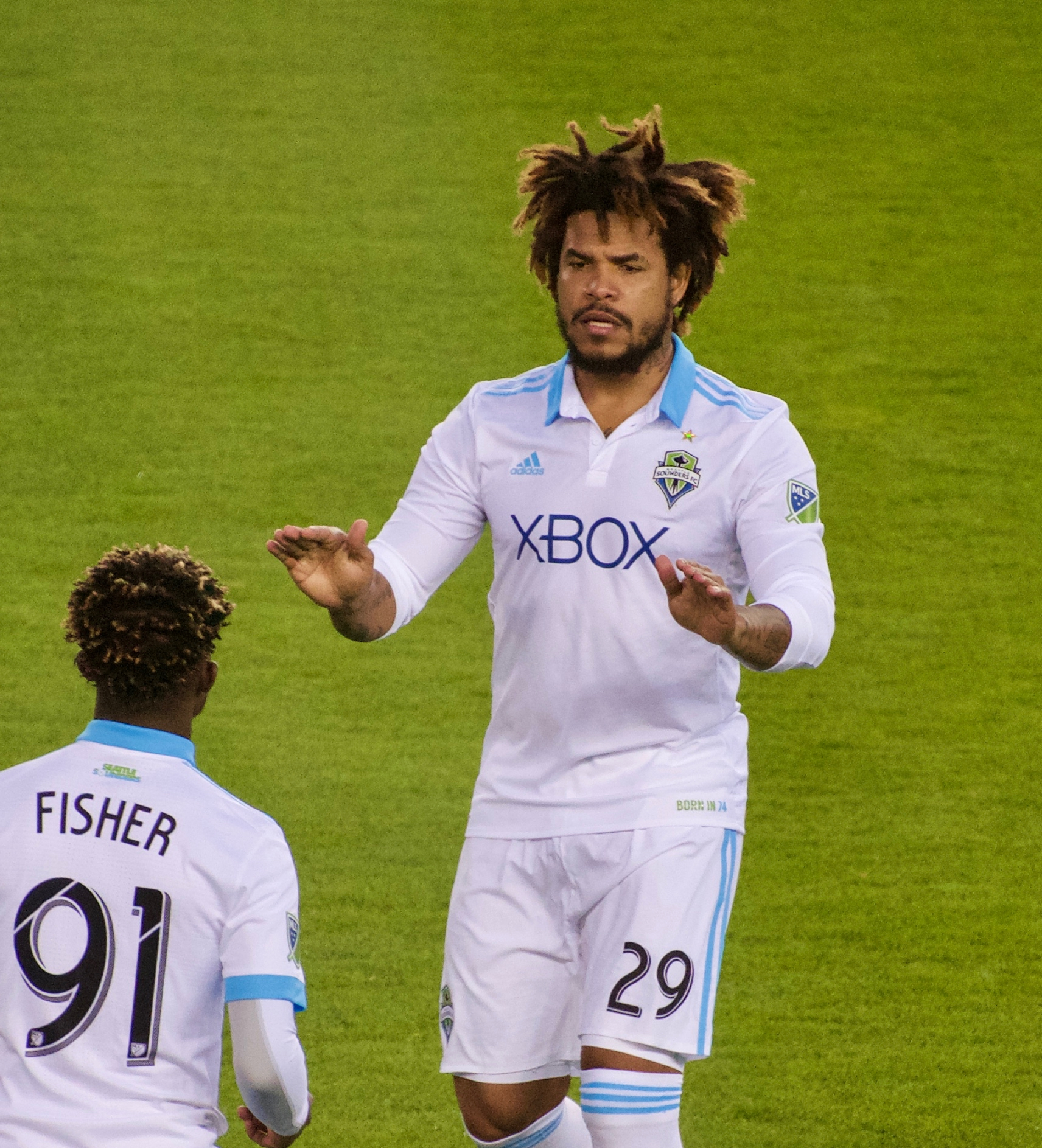
Torres a Seattle Sounders FC el 2017.